# Jarkovskij rajon
Lo Jarkovskij rajon (in russo Ярковский район?) è un rajon dell'Oblast' di Tjumen', nella Russia asiatica.